# Polygala bocainensis
Polygala bocainensis är en jungfrulinsväxtart som beskrevs av Alexander Curt Brade. Polygala bocainensis ingår i släktet jungfrulinssläktet, och familjen jungfrulinsväxter. Utöver nominatformen finns också underarten P. b. limnophila.